# Radovan Vlatković
Radovan Vlatković (Zagreb, 29. siječnja 1962.), hrvatski rogist svjetskog ugleda, cijenjen ponajprije zbog jedinstvenog umijeća da svoje snažno, nepredvidivo glazbalo pretvori u izvor profinjenih i raznovrsnih zvukova. Tijekom 30-godišnje karijere Radovan Vlatković kao izvođač i pedagog ustrajno mijenja status roga na svjetskoj glazbenoj sceni.  

## Životopis
Rog je studirao na Muzičkoj akademiji u rodnom Zagrebu u razredu prof. Prerada Detičeka i Detmoldu u razredu prof. Michaela Höltzela. 
Dobitnik je mnogobrojnih nagrada, a velik međunarodni ugled donijele su mu dvije nagrade: Premio Ancona u Italiji 1979. i ARD u Münchenu 1983. Bio je solo hornist Simfonijskog orkestra Berlinskog radija (1982. – 1990.), od 1992. predavao je rog na Visokoj glazbenoj školi u Stuttgartu, od 1998. predaje na salzburškom Mozarteumu, od 2000. na Visokoj glazbenoj školi Kraljica Sofija u Madridu, redovni je profesor na Visokoj glazbenoj školi u Zürichu, a od 2011. je gost predavač na Kraljevskoj akademiji za glazbu u Londonu. Nastupa diljem svijeta s najuglednijim svjetskim orkestrima i dirigentima, te na mnogobrojnim festivalima kao komorni glazbenik. Od 2000. do 2003. bio je umjetnički ravnatelj festivala komorne glazbe Glasbeni september u Mariboru.
Za diskografske kuće EMI, DECCA, Philips, Deutsche Grammophon, Teldec, Dabringhaus & Grimm i Denon snimio je niz kompaktnih ploča, među kojima vrijedi izdvojiti:  Mozartove i Straussove koncerte za rog s Engleskim komornim orkestrom pod ravnanjem Jeffreya Tatea (te su snimke dobile uglednu Nagradu njemačke glazbene kritike), djela Camillea Saint-Saënsa s Ensemble Orchestral de Paris pod vodstvom Jean-Jacquesa Kantorowa, Brittenovu Serenadu za tenor, rog i gudače uz Neila Jenkinsa i ansambl Oriol iz Berlina, koncerte za dva roga Leopolda Mozarta i Johanna Friedricha Fascha uz Hermanna Baumanna i orkestar Academy of Saint Martin in-the-Fields. Uz stožerna djela svjetske hornističke literature, Vlatković često izvodi djela suvremenih autora. Riječ je o praizvedbama skladbi Elliota Cartera, Sofije Gubajduline, Heinza Holligera, a 2009. u Bremenu je praizveo njemu posvećen Koncert za rog i orkestar Krzysztofa Pendereckog pod skladateljevim dirigentskim vodstvom. Važan dio njegova repertoara čine skladbe hrvatskih autora: Krešimira Baranovića, Stjepana Šuleka, Natka Devčića, Brune Bjelinskog, Igora Kuljerića, Milka Kelemena, Frane Paraća, Tomislava Uhlika i Davora Bobića. S ponosom ističe da u mnogim europskim zemljama bogatoga kulturnog naslijeđa često ima manje skladbi za rog nego u Hrvatskoj.

## Nagrade i priznanja
Nagrada Porin za životno djelo ovaj put ne dolazi na kraju, nego na vrhuncu karijere, kao logičan slijed poslije nagrada Milka Trnina, Vladimir Nazor, Ivo Vuljević i Orlando, kao priznanje jedinstvenoj karijeri hrvatskog umjetnika, ali i kao poticaj za nove projekte.
Početkom srpnja 2014. promoviran je, kao prvi i jedini Hrvat, u počasnog člana Kraljevske akademije za glazbu (engl. Royal Academy of Music). Tu značajnu titulu uživa samo tristo živućih glazbenika, dok su je u prošlosti nosili, među ostalima, Felix Mendelssohn, Franz Liszt, Igor Stravinski i Pablo Casals.

## Vanjske poveznice
- Radovan Vlatković (službene stranice) (engl.)
- www.porin.info – Dobitnici nagrada za životno djelo: Radovan Vlatković  Arhivirana inačica izvorne stranice od 12. kolovoza 2014. (Wayback Machine)
- Croatia.org – Edward Andrus: »Croatian-born Radovan Vlatkovic, virtuoso hornist, makes it sound easy« (engl.)
- Discogs.com – Radovan Vlatković (diskografija)
- Katalog der Deutschen Nationalbibliothek: Radovan Vlatković (diskografija) (njem.)
- YouTube: Radovan Vlatković